# Tchitcherik
Un tchitcherik ou tchitcherik sakwa (pluriel : tchitcheri sakab) est une statue d'ancêtres des Moba du Togo du nord et du Ghana.

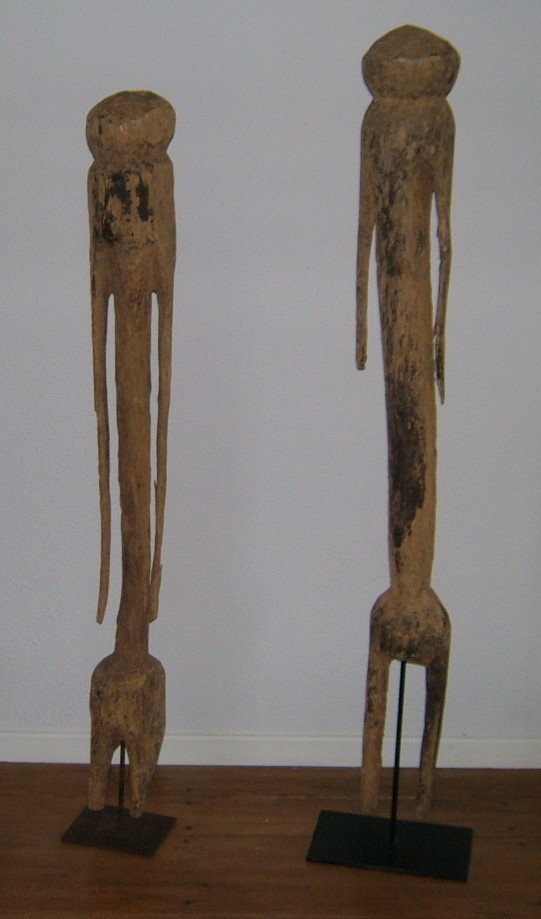
Statues Tchitcheri sakab Moba

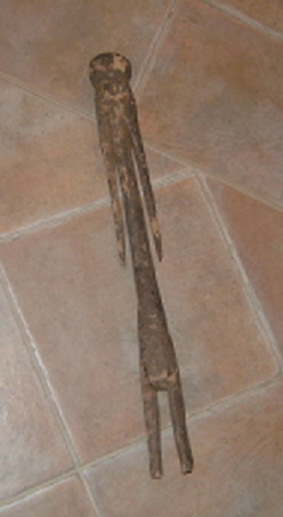
Statue Tchitcherik sakwa Moba

## Caractéristiques et coutumes
Les tchitcheri sakab sont des sculptures en bois de tailles variables (autour d'un mètre en général) qui représentent des figures d'ancêtres, le mot sakab signifiant "ancêtres" en langue moba. Ils sont plantés dans le sol, parfois jusqu'à l'aine, ce qui explique que les jambes soit souvent rongées par les insectes xylophages. Les tchitcheri sont nommés d'après le nom du clan des ancêtres qu'ils sont censés honorer. Seuls les devins peuvent ordonner la commande d'une telle sculpture, ils en déterminent aussi la taille et le sexe. Les tchitcheri sont des sculptures minimalistes très reconnaissables rappelant l'art abstrait, un tronc cylindrique muni de bras et de jambes rectilignes, le tout surmonté d'une tête ronde et sans cou.